# Tengo ganas de ti
Tengo ganas de ti (en italiano: Ho voglia di te)  es la segunda novela del escritor italiano Federico Moccia y continuación de la anterior (Tres metros sobre el cielo). Se publicó en 2010 con un considerable éxito de ventas y una inmediata adaptación cinematográfica a cargo del español Luis Prieto.

## Argumento
Tras pasar dos años en Nueva York, Step vuelve a Roma. El recuerdo de Babi le ha acompañado todo este tiempo y teme el momento de reencontrarse con ella. Pronto se da cuenta de que las cosas han cambiado y de que poco a poco tendrá que reconstruir su vida: hacer nuevos amigos, conseguir un empleo, empezar una nueva vida... Cuando conoce a Ginebra (Gin), una chica alegre y preciosa, parece que podrá enamorarse de nuevo. Pero no es fácil olvidar a Babi y mucho menos cuando tropieza con ella, siente cómo todo su mundo se tambalea.

## Película
La versión italiana, dirigida por el español  Luis Prieto, batió todos los récords de recaudación en el primer fin de semana de su estreno y fue la tercera película más vista en Canadá en 2007. 
La versión española Tres metros sobre el cielo ha batido el récord de la versión italiana Tre metri sopra il cielo, protagonizada por Mario Casas (que aparece como Hache o Hugo en esta entrega) y María Valverde (Babi), por ello, su productora, Antena 3 Films encargó la secuela. La segunda película empezó a rodarse en noviembre de 2011 y lleva el nombre homónimo. Los actores que le dieron vida a los personajes volvieron a ser Mario Casas como Hugo, María Valverde como Babi y se incorporó Clara Lago como Gin. Se estrenó el 22 de junio de 2012.
Tras el estreno español, la película recaudó un total de 3.070.000€ en el primer fin de semana de exhibición en los cines.